# Moncayolle-Larrory-Mendibieu
Moncayolle-Larrory-Mendibieu (Mitikile-Larrori-Mendibile en euskera) es una comuna francesa situada en el departamento de Pirineos Atlánticos, en la región de Nueva Aquitania.

## Demografía
| Gráfica de evolución demográfica de Moncayolle-Larrory-Mendibieu entre 1800 y 2020 |
|                                                                                    |

El resultado del año 1800 es la suma final de todos los datos parciales obtenidos antes de la creación de la comuna (5 de agosto de 1842).
Fuentes: Ldh/EHESS/Cassini e INSEE.

## Economía
La principal actividad es la agrícola (ganadería, pastos y maíz).